# Rød bønnepasta
Rød bønnepasta er en sød, mørk purpurrød pasta af adzukibønner der benyttes i forskellige kinesisk, koreansk og japansk mad, især til søde sager. Pastaen fremstilles af først kogte og siden moste adzukibønner og ofte sødet med sukker eller honning under fremstillingen. Ofte bliver bønnebælgen sorteret fra før sødningen, hvilket giver en blød og homogen masse.
Pastaen stammer fra det kinesiske vegetariske buddhistiske køkken. I Kina hedder den dousha (豆沙) eller hongdousha (红豆沙), i Japan kaldes den for an (餡), anko (餡子) eller ogura (小倉) og i Korea for pat (팥). Alt efter finhed inddeles anko i forskellige klasser.
I Kina bruges pastaen blandt andet til tangyuan, zongzi, månekager, baozi og forskellige kager. I Japan tæller søde sager med rød bønnepasta blandt andet anmitsu, anpan, daifuku, dango, dorayaki, manju, oshiruko, taiyaki, imagawayaki, uirou og youkan. Også crepe bliver fyldt med det. I Korea benyttes det blandt andet til bungeoppang, patbingsu, patdanja, pattteok og patjuk.